# هارو ناكاجيما
هارو ناكاجيما (باليابانية: 中島春雄؛ بالكانا: なかじま はるお) هو ممثل ياباني، ولد في 1929 في ساكاتا في اليابان، وتوفي في 7 أغسطس 2017 في طوكيو في اليابان بسبب ذات الرئة.

## أعمال

### أفلام
- (1954) الساموراي السبعة[6][7]
- (1954) غودزيلا[8][9]

## وصلات خارجية
- هارو ناكاجيما على موقع IMDb (الإنجليزية)
- هارو ناكاجيما على موقع الموسوعة البريطانية (الإنجليزية)
- هارو ناكاجيما على موقع ألو سيني (الفرنسية)
- هارو ناكاجيما على موقع أول موفي (الإنجليزية)
- هارو ناكاجيما على موقع قاعدة بيانات الأفلام السويدية (السويدية)
- هارو ناكاجيما على موقع قاعدة بيانات الفيلم (الإنجليزية)
- هارو ناكاجيما على موقع كينوبويسك (الروسية)